# Bata (empresa)
Bata (oficialmente The Bata Corporation; escrito Baťa en República Checa y Eslovaquia) es una empresa multinacional fabricante y de venta minorista de calzado, indumentaria y accesorios de moda de origen checo y con sede en Lausana (Suiza). 
La corporación es uno de los principales zapateros del mundo por volumen con 150 millones de pares de zapatos vendidos anualmente. Tiene una presencia retail de más de 5300 tiendas en más de 70 países en los 5 continentes y 21 plantas de producción en 18 países. Bata es un empleador para más de 32000 personas en todo el mundo.
Una empresa familiar por más de 125 años, la compañía está organizada en tres unidades de negocios: Bata, Bata Industrials (calzado de seguridad) y AW Lab (estilo deportivo). Bata es una empresa con una cartera de más de 20 marcas y etiquetas, como Bata, North Star, Power, Bubblegummers, Weinbrenner, Sandak, Toughees.

## Origen e historia

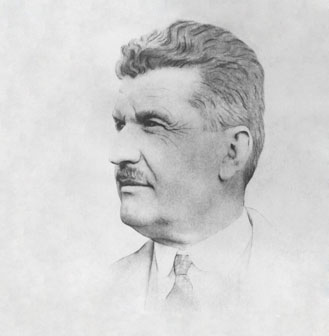
Tomáš Baťa, fundador de la empresa.

### Fundación
Bata fue fundada el 21 de septiembre de 1894 en la localidad de Zlín en la actual Chequia, por aquel entonces parte del Imperio austrohúngaro. La empresa fue fundada por Tomás Bata (de nombre real Tomáš Baťa), su hermano Antonín y su hermana Anna, proveniente de una familia de zapateros.
En el verano de 1895, Tomáš atravesaba dificultades económicas. Para superar estos contratiempos, decidió coser zapatos de lona en lugar de cuero. Este tipo de calzado se hizo muy popular y ayudó a que la empresa creciera hasta los 50 empleados. Cuatro años más tarde, Baťa instaló sus primeras máquinas impulsadas por vapor, iniciando un período de rápida modernización. En 1904, Tomáš leyó un artículo de periódico sobre algunas máquinas que se fabricaban en los Estados Unidos. Así fue que, tomó a tres trabajadores y viajó a Lynn, una ciudad zapatera en las afueras de Boston, para estudiar y comprender el sistema estadounidense de producción en masa. Después de seis meses regresó a Zlín e introdujo técnicas de producción mecanizadas que permitieron que la compañía de zapatos Baťa se convirtiera en uno de los primeros productores masivos de zapatos en Europa. Su primer producto masivo, el "Baťovky", fue un zapato de cuero y tela para trabajadores que se destacó por su simplicidad, estilo, peso ligero y precio asequible. Su éxito ayudó a impulsar el crecimiento de la empresa. Después de la muerte de Antonín en 1908, Tomáš incorporó al negocio a dos de sus hermanos menores, Jan y Bohuš. Las primeras ventas de exportación y las primeras agencias de ventas comenzaron en Alemania en 1909, seguidas por los Balcanes y el Medio Oriente. Los zapatos Baťa se consideraban de excelente calidad y estaban disponibles en más estilos como nunca antes. En 1910, Baťa empleaba a más de 500 trabajadores a tiempo completo.

### Primera Guerra Mundial
Durante la Primera Guerra Mundial se convirtió en uno de los principales fabricantes de calzados del Imperio Austrohúngaro.
En 1914, con el estallido de la Primera Guerra Mundial, la empresa tuvo un importante desarrollo debido a los pedidos militares. La empresa abrió tiendas propias en Zlín, Praga, Liberec, Viena y Plzeň, entre otras ciudades.
En la depresión económica mundial que siguió a la Primera Guerra Mundial, el recién creado país de Checoslovaquia se vio especialmente afectado. Con su moneda devaluada en un 75%, la demanda de productos disminuyó, la producción se redujo y el desempleo alcanzó su máximo nivel. Tomáš Baťa respondió a la crisis reduciendo el precio de los zapatos Bata a la mitad. Los trabajadores de la empresa aceptaron una reducción temporal del 40% de los salarios; a cambio, Baťa proporcionó alimentos, ropa y otros artículos de primera necesidad a mitad de precio. También introdujo una de las primeras iniciativas de participación en los beneficios, transformando a todos los empleados en asociados con un interés compartido en el éxito de la empresa (el equivalente actual de los incentivos basados en el rendimiento y la opción de compra de acciones).

### Zapatero para el Mundo
La respuesta de los consumidores a la caída de precios fue dramática. Si bien la mayoría de los competidores se vieron obligados a cerrar debido a la crisis de la demanda entre 1923 y 1925, Baťa se estaba expandiendo a medida que la demanda de zapatos económicos crecía rápidamente. La compañía de zapatos Baťa aumentó la producción y contrató a más trabajadores. Zlín se convirtió en una verdadera ciudad industrial, una "Baťaville" de varias hectáreas. En el sitio se agruparon curtiembres, una ladrillera, una fábrica de productos químicos, una planta de equipos mecánicos y un taller de reparación, talleres para la producción de caucho, una fábrica de pulpa de papel y cartón (para la producción de embalajes), una fábrica de telas (para forros de los zapatos y calcetines), una fábrica de limpiabotas, una central eléctrica y actividades agrícolas para cubrir las necesidades de alimentos y energía. Los trabajadores de "Baťa", y sus familias tenían a su disposición todos los servicios necesarios para la vida cotidiana, incluidas viviendas, tiendas, escuelas y hospitales.
Baťa combinó la eficiencia automatizada de la fábrica con el bienestar social; los primeros experimentos de colectivismo y participación en los beneficios sentaron las bases para una reinvención de la gestión industrial. La empresa no solo construyó viviendas para empleados, escuelas, tiendas y un hospital, sino que también ofreció servicios recreativos: desde un cine, biblioteca, grandes almacenes, salones de baile y bares de espresso hasta una piscina y un aeródromo, todo cortesía de zapatos Bata. En las propias palabras de Baťa, "Solo he descubierto que una planta grande se puede construir mejor cuando un empresario tiene como objetivo servir a los clientes y empleados, porque esa es la única forma de garantizar que los clientes y empleados le sirvan a él y a sus ideas". (del libro "Reflexiones y discursos", página 208). 
|                        |
| El rascacielos de Baťa |

|                |
| Baťovka zapato |

|              |
| Baťa en Zlín |

|                                   |
| Vivienda de los empleados de Bata |

|                                   |
| 1922 publicidad (drahota - costo) |

|                                        |
| La tienda de Baťa en la década de 1920 |

|                                        |
| La tienda de Baťa en la década de 1920 |

### Villas - Bata
La política de la empresa iniciada bajo Tomáš Baťa fue establecer aldeas alrededor de las fábricas para los trabajadores y proporcionar escuelas y bienestar. Estos pueblos incluyen Batadorp en los Países Bajos, Baťovany (actualmente Partizánske) y Svit en Eslovaquia, Baťov (ahora Bahňák, parte de Otrokovice) en la República Checa, Borovo-Bata (ahora Borovo Naselje, parte de Vukovar en Croacia y luego en el Reino Unido de Yugoslavia), Bata Park en Möhlin, Suiza, Bataville en Lorraine, Francia, Batawa (Ontario) en Canadá, Batatuba (São Paulo), Batayporã y Bataguassu (Mato Grosso do Sul) en Brasil, East Tilbury en Essex, Inglaterra, Batapur en Pakistán y Batanagar y Bataganj en India. También había una fábrica en Belcamp, Maryland, EE. UU., al noreste de Baltimore en la ruta 40 de EE. UU. en el condado de Harford.
La "Bata-ville" británica en East Tilbury inspiró la película documental Bata-ville: We Are Not Afraid of the Future.

### Después de la Primera Guerra Mundial
Superada la Primera Guerra Mundial y con el fin del Imperio Austrohúngaro comenzó su expansión en Europa, Norteamérica y el Norte de África. En 1931 se abrió en Francia el sitio Bataville (Lorena), parar cesar sus operaciones en enero de 2002. En 1932, Tomáš Baťa fallece en un accidente aéreo y su hijo, Thomas J. Bata (1914-2008) se convierte en el nuevo dirigente de la compañía. En 1939 la fábrica es requisada por los nazis y más tarde, en 1945, es nacionalizado por el estado de Checoslovaquia.
Determinado a seguir adelante, Thomas J. Bata funda en 1946 en Canadá una nueva sociedad: Bata Shoe Organization. La empresa ha continuado sobreviviendo y se ha expandido por el mundo, abriendo más fábricas, especialmente en India.
La familia Bata son generosos donadores, sobre todo en Canadá, donde fundaron varios proyectos como el Museo Bata Shoe en Toronto y la Biblioteca Bata en la Universidad de Trent.
En Peñaflor (Chile), 30 kilómetros al suroeste de Santiago, existe el Club Deportivo Thomas Bata en honor a Thomas Bata, el cual tiene ramas en las disciplinas de baloncesto, fútbol y hockey sobre patines.
En Bolivia existe el equipo de fútbol Club Deportivo Bata de Quillacollo en Cochabamba.

## Marcas
- Bata (Baťa en la República Checa)
- Bata Comfit (Calzado confort)
- Ambassador (calzado masculino)
- North Star (calzado urbano)
- Weinbrenner (Calzado urbano)
- Marie Claire (calzado femenino)
- Aquarella (calzado femenino)
- Aquarella Kids (calzado infantil)
- SunDrops (calzado femenino)
- Bubblegummers (calzado infantil)
- Baby Bubbles (calzado infantil)
- Safari (desert shoes)
- Power - Power Athletics Ltd. (calzado deportivo)
- Patapata (sandalias)
- Toughees (calzado escolar)
- Verlon (calzado escolar)
- Teener (calzado escolar)
- Bata Industrials (calzado de seguridad)
- Tommy Takkies (calzado juvenil)
- British Knights (calzado juvenil)
- Footin  (calzado juvenil)
- Urbano (calzado hombre)
- Pata Pata (flip flops)
- Sandak (flip flops)
- Sparks (flip flops)